# Олливиер, Эва
Эва Виола Элизабет Олливиер (швед. Eva Viola Elisabet Olliwier, в замужестве Лундквист, швед. Lundqvist; 13 января 1904[…], Адольф-Фредрик, Стокгольм[…] — 7 августа 1955, Вестерлед) — шведская прыгунья в воду, бронзовый призёр летних Олимпийских игр 1920 года по прыжкам с десятиметровой вышки.

## Биография
Эва родилась в 1904 году в семье портного Альберта Оливера и его жены Альмы Марии. Она занималась плаванием и прыжками в воду. Олливиер выступала за клуб Stockholms KK. Спортсменкам приходилось заниматься в 5 утра утра, так как дневные часы были отведены для мужчин.
Олливиер была ведущей прыгуньей в воду Швеции в 1920-х. В 1919, 1921 и 1922 годах она побеждала на чемпионате северных стран в прыжках в воду. 
На летних Олимпийских играх 1920 года в Антверпене Олливиер завоевала бронзовую медаль в прыжках с десятиметровой вышки, уступив датчанке Стефани Клаусен и британке Беатрис Армстронг. В 1922 году на Женской Олимпиаде в Монте-Карло Олливиер победила в прыжках с вышки и заняла второе место в прыжках с трамплина.
Олливиер принимала участие в летних Олимпийских играх 1924 года в Париже, но не заняла призовых мест. В 1927 году на чемпионате Европы по водным видам спорта Олливиер завоевала бронзовую медаль в прыжках с вышки.
В 1928 году Эва Олливиер вышла замуж за инженера-строителя Эрика Торстена Лундквиста. В браке родилось двое детей. Лундквист скончалась в 1955 году на 52-м году жизни.